# Championnat du Luxembourg de football 1998-1999
Navigation
Saison précédente Saison suivante
La saison 1998-1999 du Championnat du Luxembourg de football est la 85e édition du championnat de première division au Luxembourg. Les douze meilleurs clubs du pays se retrouvent au sein d'une poule unique, la Division Nationale, où ils s'affrontent deux fois, à domicile et à l'extérieur. À l'issue du championnat, les deux derniers du classement sont relégués et remplacés par les deux meilleurs clubs de Promotion d'Honneur, la deuxième division luxembourgeoise.
C'est le club de la Jeunesse d'Esch, quadruple tenant du titre, qui remporte une nouvelle fois le championnat en terminant en tête du classement final, avec quatre points d'avance sur le F91 Dudelange et six sur l'Avenir Beggen. C'est le 26e titre de champion du Luxembourg de l'histoire de la Jeunesse d'Esch, qui réussit le doublé en battant un club promu, le FC Mondercange en finale de la Coupe du Luxembourg. 

## Les 12 clubs participants
| - CA Spora Luxembourg - F91 Dudelange - FC Mondercange - Promu de Promotion d'Honneur - Aris Bonnevoie - Promu de Promotion d'Honneur - CS Grevenmacher - Sporting Mertzig | - Union Luxembourg - AS La Jeunesse d'Esch - Avenir Beggen - CS Hobscheid - CS Pétange - FC Wiltz 71 |

## Compétition

### Classement
Le barème utilisé pour établir le classement est le suivant :
- Victoire : 3 points
- Match nul : 1 point
- Défaite : 0 point

| Rang | Équipe                  | Pts | J  | G  | N | P  | Bp | Bc | Diff |
| ---- | ----------------------- | --- | -- | -- | - | -- | -- | -- | ---- |
| 1    | Jeunesse d'Esch (T) (C) | 51  | 22 | 16 | 3 | 3  | 56 | 13 | +43  |
| 2    | F91 Dudelange           | 47  | 22 | 14 | 5 | 3  | 40 | 18 | +22  |
| 3    | Avenir Beggen           | 45  | 22 | 14 | 3 | 5  | 65 | 21 | +44  |
| 4    | Union Luxembourg        | 43  | 22 | 12 | 7 | 3  | 46 | 18 | +28  |
| 5    | CS Grevenmacher         | 41  | 22 | 13 | 2 | 7  | 50 | 26 | +24  |
| 6    | Sporting Mertzig        | 35  | 22 | 10 | 5 | 7  | 51 | 34 | +17  |
| 7    | FC Mondercange (P)      | 24  | 22 | 6  | 6 | 10 | 26 | 42 | -16  |
| 8    | Aris Bonnevoie (P)      | 24  | 22 | 7  | 3 | 12 | 26 | 51 | -25  |
| 9    | CS Hobscheid            | 23  | 22 | 7  | 2 | 13 | 43 | 50 | -7   |
| 10   | FC Wiltz 71             | 20  | 22 | 6  | 2 | 14 | 25 | 54 | -29  |
| 11   | CS Pétange              | 14  | 22 | 4  | 2 | 16 | 16 | 71 | -55  |
| 12   | CA Spora Luxembourg     | 8   | 22 | 2  | 2 | 18 | 17 | 63 | -46  |

|  | Qualification pour la Ligue des champions 1999-2000                                          |
|  | Qualification pour la Coupe UEFA 1999-2000                                                   |
|  | Qualification pour la Coupe Intertoto 1999                                                   |
|  | Relégation directe en Promotion d'Honneur                                                    |
|  | (T) Tenant du titre (C) Vainqueur de la Coupe du Luxembourg (P) : Promu de deuxième division |

## Bilan de la saison
| Championnat du Luxembourg de football 1998-1999 |                             |
| Champion                                        | Jeunesse d'Esch (26e titre) |
| Coupes et trophées                              |                             |
| Vainqueur de la Coupe du Luxembourg 1998-1999   | Jeunesse d'Esch             |
| Qualifications continentales                    |                             |
| Ligue des champions 1999-2000                   | Jeunesse d'Esch             |
| Coupe UEFA 1999-2000                            | FC Mondercange              |
| Coupe UEFA 1999-2000                            | F91 Dudelange               |
| Coupe Intertoto 1999                            | Union Luxembourg            |
| Promotions et relégations                       |                             |
| Promus en Division Nationale                    | US Rumelange                |
| Promus en Division Nationale                    | FC Schifflange 95           |
| Relégués en Promotion d'Honneur                 | CS Pétange                  |
| Relégués en Promotion d'Honneur                 | CA Spora Luxembourg         |